# Estación General Racedo
Estancia Racedo é uma junta de governo da província de Entre Ríos, na Argentina.